# Timo Hoffmann
Timo Hoffmann (* 25. September 1974 in der Lutherstadt Eisleben) ist ein ehemaliger deutscher Schwergewichtsboxer.

## Amateur
Als Amateur bestritt Hoffmann 86 Kämpfe. Bei den Junioreneuropameisterschaften 1992 in Edinburgh belegte er im Superschwergewicht den zweiten Platz, bei den Juniorenweltmeisterschaften 1992 in Montreal wurde er Dritter. 1995 und 1996 wurde er Deutscher Meister im Superschwergewicht.

## Profikarriere
Der massige, sehr große Normalausleger Hoffmann wurde 1997 Profi beim Sauerland-Boxstall. 1999 und 2000 schlug er die lokalen Rivalen Mario Schießer und Willi Fischer in Kämpfen um die deutsche Meisterschaft im Schwergewicht.
Am 25. November 2000 durfte er dann gegen Vitali Klitschko um die vakante Europameisterschaft boxen. Er verlor zwar hoch nach Punkten, ist aber bis heute neben den US-Amerikanern Shannon Briggs, Kevin Johnson und dem Briten Dereck Chisora der einzige Boxer, der mit Vitali Klitschko über die volle Distanz von zwölf Runden ging. Doch schon im nächsten Kampf gab es gegen den damals unbekannten Briten Michael Sprott eine überraschende Niederlage, allerdings konnte er Sprott im direkten Rückkampf besiegen.
Nach einigen Siegen in Aufbaukämpfen, unter anderem gegen Balu Sauer und Ross Puritty, unterlag er dem Veteranen Henry Akinwande per so genannter „Split Decision“. Im Anschluss besiegte er Zuri Lawrence sowie Corey Sanders und erhielt gegen Luan Krasniqi am 4. Dezember 2006 eine weitere EM-Titelchance. Dieser Kampf endete unentschieden, womit Krasniqi den Titel verteidigen konnte.
Nach einem umstrittenen Sieg über den Australier Bob Mirovic durfte er zum dritten Mal um den Europameistertitel boxen. Ursprünglich sollte er erneut gegen Michael Sprott antreten, dieser musste den Kampf allerdings aufgrund einer Lebensmittelvergiftung kurzfristig absagen. So rückte vier Tage vor dem Kampftermin der Italiener Paolo Vidoz nach. Hoffmann verlor den Kampf nach Punkten und musste zudem in der sechsten Runde zu Boden gehen.
Nach zwei schwer erkämpften Siegen gegen Aufbaugegner besiegte er im November 2006 seinen Stallgefährten Cengiz Koç in der RWE Rhein-Ruhr-Sporthalle in Mülheim an der Ruhr in einem Kampf über zehn Runden deutlich nach Punkten. Am 3. März 2007 besiegte er den Rumänen Konstantin Onofrei durch K. o. in der vierten Runde. Am 23. Juni 2007 verlor er gegen den Usbeken Timur Ibragimow nach Punkten, am 17. November gegen Alexander Dimitrenko durch technischen K. o. in der zwölften Runde.
Am 28. Dezember 2007 wurde bekannt, dass die Dopingprobe Hoffmanns beim Kampf gegen Dimitrenko positiv ausgefallen war. Die A-Probe wies Spuren von Steroiden auf. Ursprünglich wurde Hoffmann für zwei Jahre gesperrt, aber die Sperre ist nach zehn Monaten wieder aufgehoben worden, weil es Unregelmäßigkeiten bei der B-Probe gab. Hoffmann wechselte zum Boxpromoter Sport Events Steinforth. Im Oktober 2008 stieg er wieder in den Ring und gewann in der vierten Runde durch technischen K. o. gegen den Kenianer Raymond Ochieng.
Am 15. Mai 2009 unterlag Hoffmann in Magdeburg dem Südafrikaner Francois Botha knapp nach Punkten. Zu einem Unentschieden im Kampf um die Europameisterschaft der WBO reichte es am 23. Oktober 2010 gegen Alexander Petkovic.

## Familie
Er ist verheiratet und hat zwei Kinder.